# Chapultepec

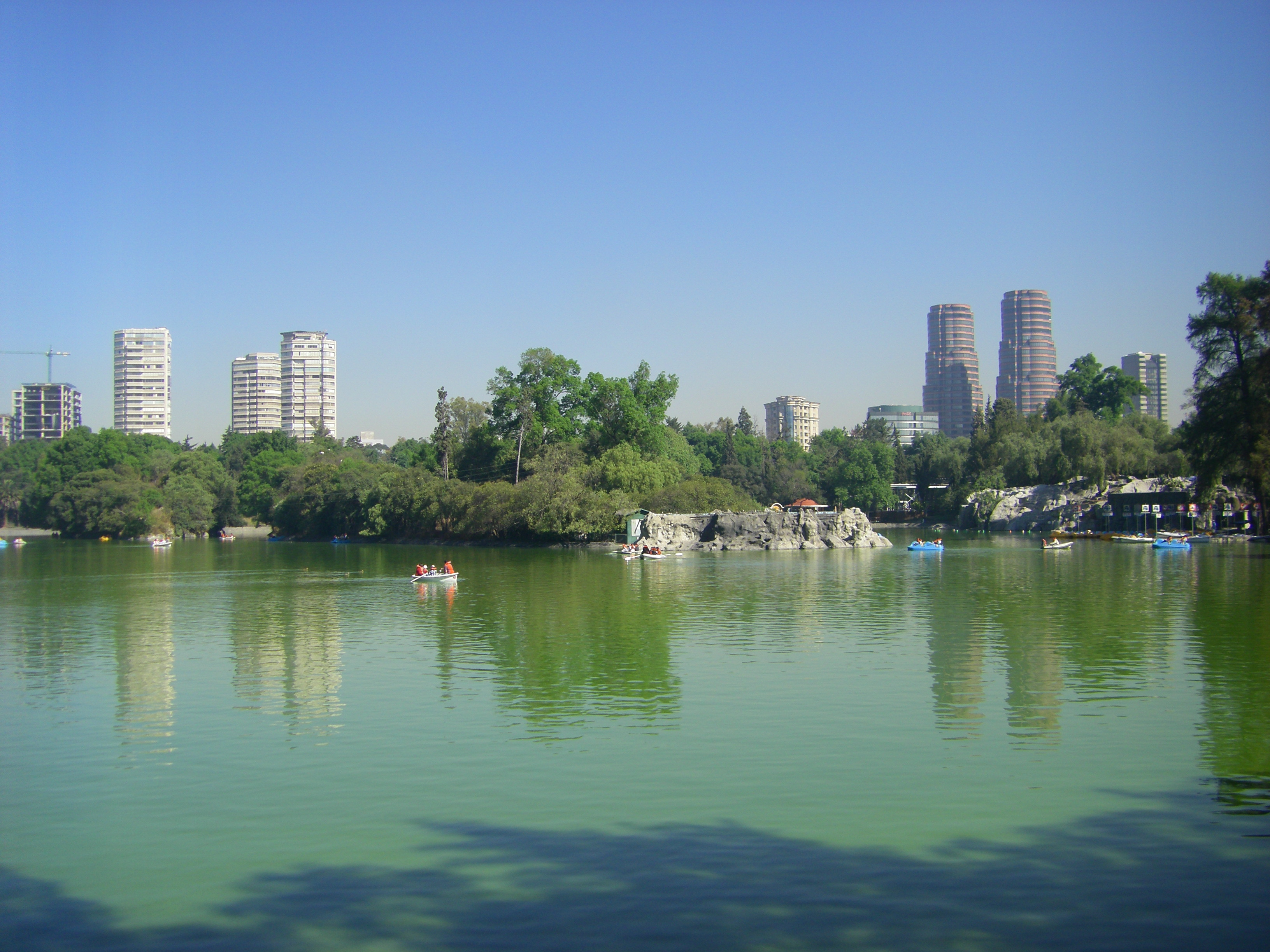
Jezero v parku

Chapultepec (také Bosque de Chapultepec, Chapultepecký les) je stromy porostlé návrší ležící v Ciudad de México jihozápadně od městského centra, s nímž je spojeno bulvárem Paseo de la Reforma. Se 686 hektary patří mezi největší městské parky na americkém kontinentu. Skládá se ze tří částí, propojených úzkými zelenými koridory. Je označován jako zelené plíce města a v neděli ho navštíví až 250 000 obyvatel mexické metropole.
Název znamená v jazyce nahuatl Vrch kobylek. Na nejvyšším bodě se nacházela rezidence aztéckých vládců, na jejímž místě byl v 18. století postaven neoromantický zámek, který využíval jako letní sídlo císař Maxmilián I. Mexický i mexičtí prezidenti, dokud se Lázaro Cárdenas del Río neodstěhoval do nedaleké budovy Los Pinos a v roce 1944 byl zámek přeměněn na muzeum. V lednu 1992 byla v zámku podepsána smlouva, která ukončila salvadorskou občanskou válku.
Ve dnech 12.-13. září 1847 proběhla Chapultepecká bitva, která byla součástí mexicko-americké války a porážka obránců vedla k obsazení hlavního města Američany. Šestice kadetů, která zahynula při obraně zámku, je v Mexiku uctívána jako Niños Héroes (Hrdinní chlapci) a roku 1952 jim byl odhalen pomník v podobě šesti pilířů od sochaře Ernesto Tamarize.
V Chapultepecu se nachází největší zoologická zahrada v Mexiku, založená v roce 1924 a navazující na tradici zvěřince císaře Montezumy. Dalšími atrakcemi pro návštěvníky jsou funkcionalistická budova Museo Nacional de Antropología s bohatými sbírkami upomínajícími na předkolumbovské kultury, muzeum moderního umění a muzeum Luise Barragána, zříceniny Montezumových lázní s akvaduktem, Tlalocova fontána, lunapark La Feria Chapultepec Mágico a koncertní sál Auditorio Nacional. K rekreačním sportům slouží umělá jezera Lago Major a Lago Menor. Typickým stromem v parku je tisovec Montezumův, nejstarší, zvaný El Tlatoani, je podle odhadů starý minimálně sedm set let.